# KickMaster (jogo eletrônico)
KickMaster é um jogo de videogame desenvolvido pela Taito Corporation em 1992.

## História
O rei e a rainha estão mortos, a princesa raptada Silphee, e Cavaleiros do Rei destruída. Belzed, um malvado feiticeiro, quer o Reino de Lowrel para si próprio, e tem escondido Silphee no fundo de seu covil. Apenas Thonolan permanece, o mais jovem, o Mestre Chute mais talentoso que já nasceu. Se ele fosse menos poderoso, ele nunca sobreviver. Ele deve usar toda a sua força de combate e convocar toda a sua habilidade mágica para superar exército Belzed de fanáticos. Para a aventura de uma vida - e para a salvação de Lowrel - vêm destino desafio com Thonolan!

## Modos de Jogabilidade
- Pad: Isso move Thonolan esquerda e direita. Em conjunto com A e B, e quando são qualificados suficiente, é também usado para executar pontapés especiais. Pressione para baixo para agachar.
- A: Isso faz com salto Thonolan.
- B: Isso faz com chute Thonolan. Veja a seção Kicks para mais detalhes.
- Start: pausa o jogo, trazendo até a tela de seleção de magia. Você também pode ver a sua pontuação. Você ganha uma vida extra em 10000 pontos, e outro em 50000 pontos. Para selecionar um feitiço, pressione A.
- Selecione: Este usa um feitiço que você selecionou.